# Fußachaffäre

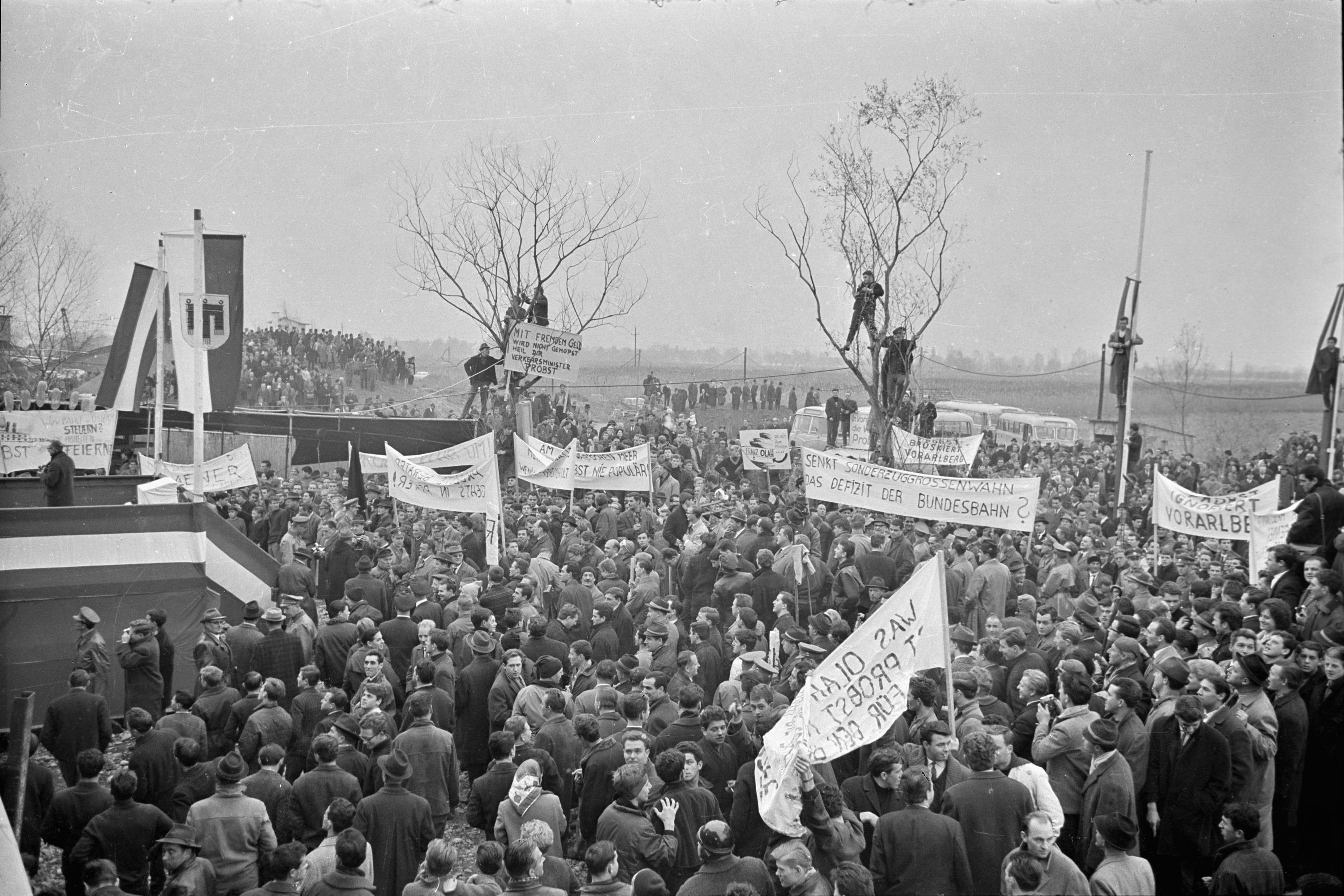
Demonstration in der Fußacher Werft am 21. November 1964

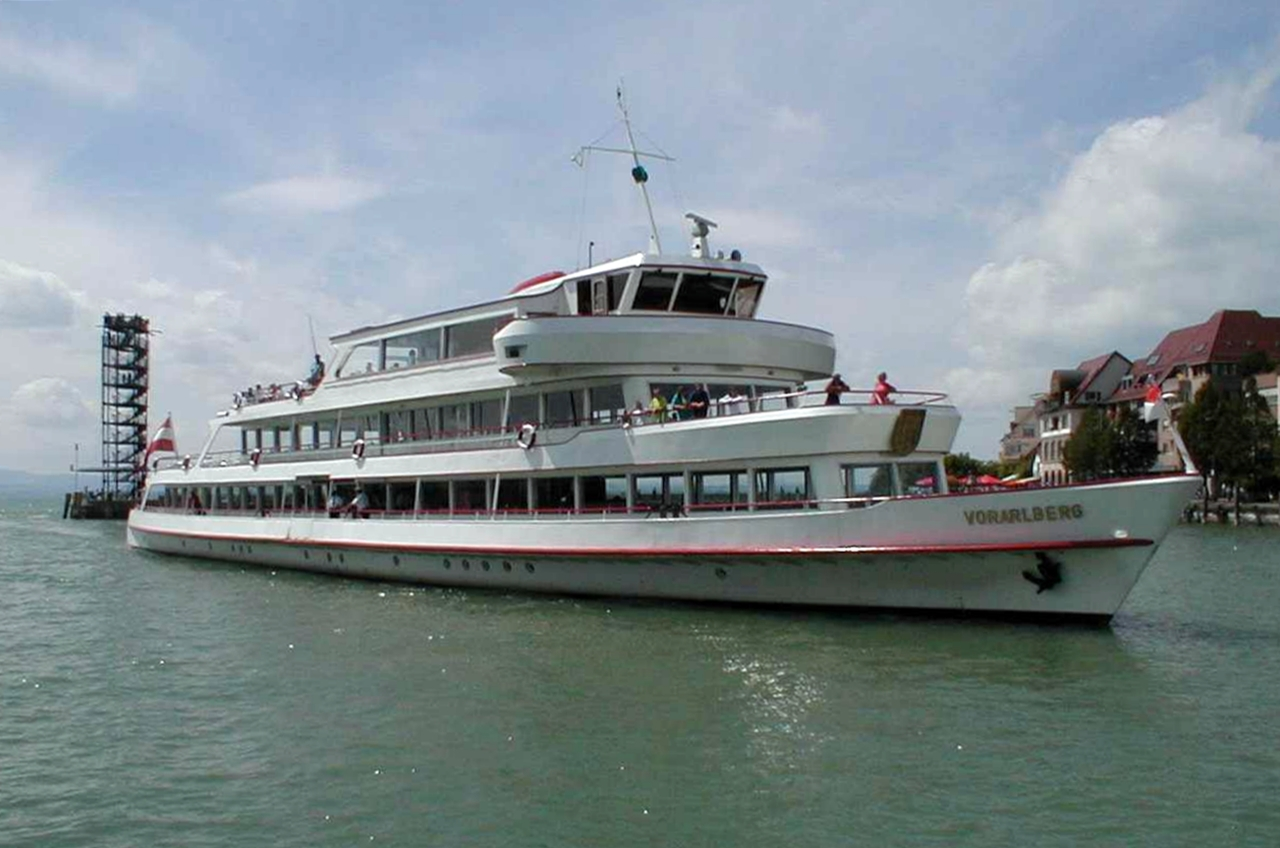
Das Passagierschiff Vorarlberg im Jahr 2001

Unter dem Begriff Fußachaffäre (oft auch Fußach 1964) wurde in Österreich eine politische Auseinandersetzung im Jahr 1964 bekannt. Der Name der kleinen Vorarlberger Bodensee-Gemeinde Fußach ist Synonym geworden für einen Skandal, der sich an der Taufe eines Bodenseeschiffes (des späteren Motorschiffes Vorarlberg) entzündete. Der Versuch des Bundesministeriums für Verkehr, das Schiff auf den Namen des ehemaligen Bundespräsidenten Karl Renner zu taufen, wurde von großen Teilen der Vorarlberger Bevölkerung als Provokation empfunden. Der auch durch Vorarlberger Medien geschürte Ärger darüber entlud sich anlässlich der Schiffstaufe am 21. November 1964 in gewaltsamen Protesten in der Fußacher Werft. Die Vorkommnisse in Fußach sind seither zum Sinnbild des Widerstands gegen zentralistische Bestrebungen der österreichischen Bundespolitik geworden und werden in Föderalismus-Diskussionen bis heute immer wieder referenziert.

## Vorgeschichte

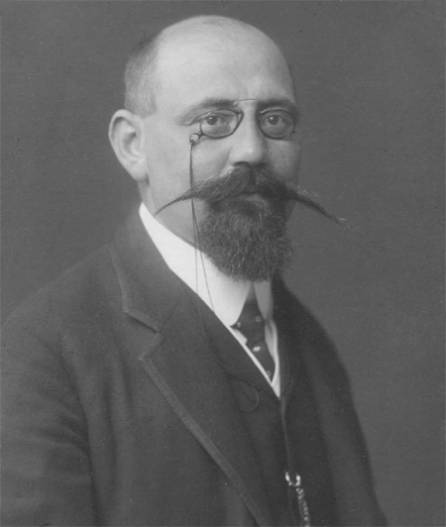
Altbundespräsident Karl Renner (um 1905) – auf seinen Namen sollte das Schiff ursprünglich getauft werden

Von den Österreichischen Bundesbahnen (ÖBB) zu einem Namensvorschlag aufgefordert, hatte die Vorarlberger Landesregierung 1955 beschlossen, ein Bodenseeschiff auf den Namen Vorarlberg zu taufen. Erst im Winter 1963 wurde dann mit dem Bau des Schiffs begonnen, das die ÖBB aus Eigenkrediten finanzierten. Das Verkehrsministerium, dem die ÖBB zugeordnet waren, hatte damit das formelle Recht der Namensgebung. Trotz Erneuerung des Beschlusses der Landesregierung kamen im April 1964 Gerüchte auf, das Schiff würde auf den Namen des ehemaligen österreichischen Bundespräsidenten Karl Renner getauft werden. Die Stadt Bregenz intervenierte und gab zu bedenken, dass es auf dem Bodensee zur Verhinderung von Personenkult seit dem Ende der Donaumonarchie keine Personennamen als Schiffsnamen mehr gegeben habe.
Trotzdem gab der österreichische Verkehrsminister Otto Probst am 1. Oktober 1964 offiziell bekannt, dass das Schiff auf den Namen Karl Renner getauft werden würde. Weitere Interventionen der Vorarlberger in Wien blieben erfolglos. In dieser Situation kam die Tageszeitung Vorarlberger Nachrichten (VN) mit ihrer Berichterstattung ins Spiel. Durch das im selben Jahr stattfindende Rundfunkvolksbegehren schon auf die „Koalitions-Zentralisten“ in Wien eingeschossen, kam ihr die Schiffstaufe nicht ungelegen, sich in Vorarlberg weiter zu profilieren. Am 17. November entschloss sich die Vorarlberger Landesregierung, nachdem sie zuvor eher passiv agiert hatte, zur Schiffstaufe keine offiziellen Vertreter zu entsenden. Diesem Boykott schlossen sich nicht nur etliche andere Vorarlberger Gebietskörperschaften und die einheimische Presse, sondern sogar verschiedene Vertreter von Bundesbehörden in Vorarlberg an.
Der vom Verkehrsminister propagierte Name Karl Renner spielte dabei eine untergeordnete, wenn auch nicht unpikante Rolle – am 11. Mai 1919 hatten 80 % der Vorarlberger Bevölkerung dafür gestimmt, dass Verhandlungen mit der Schweiz über einen Beitritt Vorarlbergs zur schweizerischen Eidgenossenschaft aufgenommen werden sollen. Zu einer Volksabstimmung über einen wirklichen Beitritt kam es aber nie. Die politischen Eliten Vorarlbergs warfen dem damaligen Staatskanzler Renner vor, dieses Anliegen bei den Friedensverhandlungen von St. Germain nicht eingebracht zu haben, und fühlten sich in der Folge, auch während Renners Bundespräsidentschaft nach dem Zweiten Weltkrieg, stiefmütterlich behandelt. In der Vorarlberger Perzeption der Fußach-Affäre spielt aber gerade der Föderalismus – verstanden als Selbstbestimmungsrecht – eine zentrale Rolle. Jedoch sorgte weniger der Name selbst als die Art seiner Durchsetzung für Unmut.

## Schiffstaufe
Am 20. November schrieben die Vorarlberger Nachrichten in ihrer Freitagsausgabe von Gerüchten über eine angeblich bevorstehende Demonstration. Am darauf folgenden Tag verwendeten sie ihre ganze Titelseite für einen Demonstrationsaufruf.
Am Morgen des 21. November 1964 fanden sich rund 1000 Menschen am Bahnhof Bregenz ein, um gegen die am selben Tag angesetzte Schiffstaufe zu protestieren. Als der Sonderzug mit den Festgästen aus Wien im Bregenzer Bahnhof ankam, wurden diese mit Tomaten beworfen (passend zu den Sprechchören Obst für Probst!) und ausgebuht. Für die Festgäste stellte sich auch die weitere Anreise zur Fußacher Werft, bei der sich schließlich ca. 20.000 Demonstranten einfanden, beschwerlich dar. Das letzte zu Fuß zurückzulegende Stück wurde für sie zum Spießrutenlauf. Sie wurden von den Demonstranten gestoßen, mit Tomaten und faulen Eiern beworfen, teilweise sogar mit Stöcken attackiert. In der Folge drückten die Demonstranten den Zaun des Werftgeländes ein, ca. 130 Gendarmen waren nicht in der Lage, sie zurückzuhalten. Die Festgäste flohen auf die ebenfalls bereitstehende   Österreich.
Von dort konnten sie zusehen, wie die österreichische Flagge vom Rednerpult heruntergerissen wurde und von den Demonstranten eine „Nottaufe“ auf den Namen Vorarlberg vorgenommen wurde. Der Vorarlberger SPÖ-Abgeordnete Ernst Haselwanter wurde mit Erdklumpen und Steinen beworfen und musste von der Gendarmerie in einer Bauhütte in Sicherheit gebracht werden.
Verkehrsminister Probst reiste über den Bodensee in einem Motorboot an, drehte aber wegen der aggressiven Atmosphäre auf Anraten der Gendarmerie wieder um. Die offizielle Schiffstaufe wurde daraufhin abgesagt, Probst kehrte nach Bregenz zurück, wo er versuchte, die beiden Tageszeitungen Vorarlberger Volksblatt und Vorarlberger Nachrichten wegen „Aufforderung zum offenen Aufruhr“ beschlagnahmen zu lassen. Die Staatsanwaltschaft Feldkirch lehnte dieses Ansinnen aber ab.
Neben drei verletzten Gendarmen umfasste die materielle Bilanz des Tages niedergerissene Zäune, abgerissene Fahnen, drei beschädigte Autos und mehrere Strafanzeigen.

## Auswirkungen

### Debatte im Nationalrat
Die Fußach-Affäre wurde am 25. November 1964 im Nationalrat in einer politisch stark aufgeheizten Atmosphäre debattiert, die noch über das zu dieser Zeit schon sehr schlechte Klima in der Großen Koalition hinausging.
Schon im Vorfeld hatten sich die Parteien der großen Koalition im Ministerrat nicht auf eine gemeinsame Stellungnahme zu den Ausschreitungen in Fußach einigen können. Die Debatte im Nationalrat fand dann im Rahmen zweier Dringlicher Anfragen statt: SPÖ-Abgeordnete wollten von Innenminister Hans Czettel um den Stand der Erhebungen wissen, während ÖVP-Abgeordnete bei Justizminister Christian Broda anfragten, warum dieser die Delegierung des Strafverfahrens von Feldkirch nach Wien beantragt hatte.
In der Folge war die ÖVP zwar bereit, die gewalttätigen Ausschreitungen in Fußach zu verurteilen, wollte aber im Gegenzug diese Verurteilung auf sämtliche in diesem Jahr vorgekommenen Rechtsverletzungen ausdehnen, die nach den gleichen rechtlichen Grundsätzen zu behandeln wären. Dagegen wehrte sich die SPÖ, waren doch die Unruhen rund um die Absetzung von Innenminister Franz Olah (SPÖ) bis zu diesem Zeitpunkt ohne strafrechtliche Verfolgung geblieben.
An den Themenbereichen der Anfragebeantwortung des Justizministers Broda, in der er über Gründe des Einschreitens bzw. Nicht-Einschreitens der Justiz in verschiedenen vorangegangenen Fällen berichtete, kann man gut das damals sehr unruhige innenpolitische Umfeld des Skandals ablesen: Attacke auf Broda in der Löwelstraße, Lichtabschaltung beim Wiener E-Werk, Vorfälle in Berndorf, Komplex „Schleinzer-Wall“, Ärztestreik, Bäckereiarbeiterstreik, Handelsarbeiterstreik, Vorfälle in Wiener Neustadt. Auch Mahnungen des Nationalratspräsidenten an die Abgeordneten werfen ein bezeichnendes Licht auf die aufgeheizte politische Atmosphäre: „Ich bitte zu überlegen, dass […] das Haus hier nicht von einer Massenpsychose befallen werden soll“, sowie etwas später: „Bitte um Ruhe für den Herrn Minister, sonst werde ich aus der Hausapotheke etwas Brom verteilen lassen.“

### Strafanzeigen
Die Voruntersuchungen gegen die „Rädelsführer“ der Demonstranten führten nicht zu einer gerichtlichen Anklage. Im Fall der Vorarlberger Nachrichten wurde gegen einen Redakteur und den Herausgeber wegen § 300 StG (Aufwiegelung) ermittelt. Im September 1965 ordnete Bundespräsident Franz Jonas (SPÖ) auf Antrag des Bundesministers für Justiz an, die eingeleiteten Strafverfahren einzustellen.

### Endgültige Namensgebung

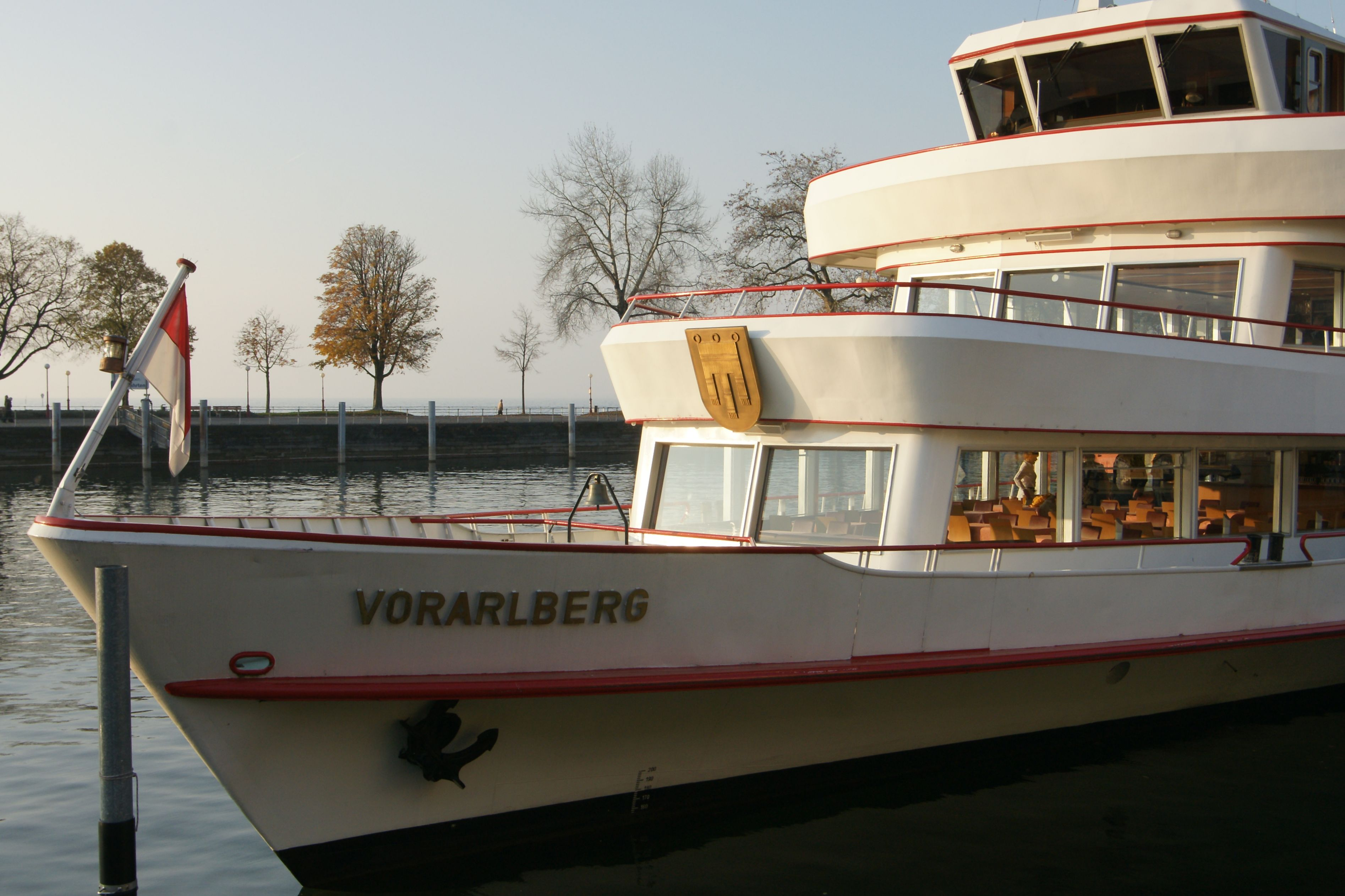
Das schließlich auf den Namen Vorarlberg getaufte Schiff im Bregenzer Hafen

Nachdem sich die erste Aufregung um die Unruhen bei der offiziell abgesagten Schiffstaufe gelegt hatte, begann sich ein Namenskarussell um die Bodenseeschiffe der ÖBB zu drehen. Am 14. Juli 1965 kam es schließlich zum Beschluss der Parteiexekutive der SPÖ, das Schiff doch Vorarlberg zu nennen. Am 30. Juli 1965 taufte Probst in der Bauwerft Korneuburger Werft im Rahmen eines Festakts das Bodenseeschiff offiziell auf den Namen Vorarlberg – auf „hoher See“. An Land wollte man die Feierlichkeiten aus Angst vor neuerlichen Kundgebungen nicht abhalten.

### Medien
Die Kommentatoren der SPÖ-nahen Zeitungen sahen sich an die 1930er Jahre erinnert und beklagten einen ihrer Auffassung nach noch immer in Österreich vorhandenen latenten Faschismus, etwa in der Arbeiter-Zeitung vom 24. November 1964:

„Und dann stelle man sich vor, daß diese Methoden zur Durchsetzung eines politischen Willens in den anderen Bundesländern Schule machen. Es braucht wenig Phantasie, um zu sehen, wohin das führte. Dorthin, wo Österreich bereits einmal stand und woran es schon einmal zugrunde ging zu Gewalt und Terror, zum offenen Bürgerkrieg […] Auch Dollfuß und Hitler haben einmal klein angefangen […] Die Vorgänge in Fußach sollten und müssen allen aufrechten Demokraten deutlich vor Augen führen, wie labil die politischen Verhältnisse hierzulande noch sind […] Politiker und Beamte der ÖVP bereiten den Aufwieglern den Boden […] und sind jetzt bemüht, ihnen den Rückzug zu decken und aus der Terrorbewegung eine Heimatkundgebung mit tränenreichen Ansprachen und Landeshymne zu machen […]“

Neben der ÖVP wurde vor allem die FPÖ für die „Formierung dieser Terrorbewegung“ verantwortlich gemacht. Dazu kamen in den Augen der SPÖ die „Privatkapitalisten“, zu denen wohl auch die Besitzer der bürgerlichen Tageszeitungen, im Speziellen die Familie Russ als Eigentümerin der Vorarlberger Nachrichten, gezählt wurden.
Die bürgerliche Presse verurteilte zwar die gewalttätigen, Gesetze überschreitenden Elemente der Demonstration in Fußach, auf der anderen Seite wurde auch Verständnis für die Demonstranten entgegengebracht. In der Tageszeitung Neues Österreich vom 22. November 1964 hieß es:

„Es ist aufgestaute Wut gegen den Wiener Zentralismus, bis zum Sieden angeheizte Animosität der Föderalisten, die in der Schiffstaufe am Bodensee ein Ventil gefunden hat. Letztlich geht es ja gar nicht darum, ob das Schiff nun ‚Karl Renner‘ oder ‚Vorarlberg‘ heißen soll. […] Es geht um das Mitspracherecht der kleineren Gemeinschaft bei Entscheidung der größeren, um den Föderalismus.“

Schlagzeilen machte die Fußach-Affäre auch in bundesdeutschen, italienischen, spanischen und sogar australischen Zeitungen.
Die in der Folge unternommenen Versuche, strafrechtliche Bestimmungen zur „Herabwürdigung des Staates und seiner Symbole“ (erst 1974 nach § 248 StGB) gesetzgeberisch umzusetzen, bezeichneten Medien auch als „Lex Fußach“.

## Politische Symbolik
In der Fußach-Affäre wurde sehr stark mit politischer Symbolik gearbeitet. Hatten die Vorarlberger zuerst die Benennung des neuen Bodenseeschiffes zu einem Symbol für Selbstbestimmung oder Unterdrückung durch das Zentrum hochstilisiert, so wurde beim Diskurs über die Vorfälle vom 21. November die österreichische Nationalflagge als Symbol für die Treue zum Bundesstaat Österreich verhandelt. In Meldungen zu den Ereignissen in Fußach war berichtet worden, dass die österreichische Nationalflagge geschändet worden wäre. Dies wurde von der Bundes-SPÖ als Beweis dafür gesehen, dass die Demonstration von republikfeindlichen, den österreichischen Staat ablehnenden Kräften betrieben worden war. Die Arbeiter-Zeitung schrieb etwa am 26. November 1964: „Zum erstenmal seit 1938 wurde auf österreichischem Boden diese Fahne in den Schmutz getreten. Vorfälle, wie sie sich in Vorarlberg abgespielt haben, finden eine Parallele nur in Ereignissen bei der Okkupation Österreichs durch Hitler.“ Demonstranten und Vorarlberger Behörden behaupteten dagegen, die Fahnen seien von den Demonstranten lediglich auf halbmast gesetzt und dann nur durch das Eingreifen der Gendarmerie unabsichtlich zu Boden gerissen worden.

### Symbol Fußach
Hatte die Fußach-Affäre viel mit politischer Symbolik zu tun (Schiffsname, Flagge), ist Fußach mittlerweile selbst zu einem politischen Symbol geworden. Zeitungen aus anderen österreichischen Bundesländern nahmen selbst in den 1980er Jahren immer wieder Bezug auf Fußach: So erinnerten Kommentatoren etwa im Zusammenhang mit dem Kongressgebäude bei der UNO-City, beim umstrittenen Truppenübungsplatz am Dachstein oder beim Konflikt um die Ladenschlusszeiten in Salzburg an Fußach.
Auch beim seit dem Frühjahr 2005 diskutierten Verkauf der Bodenseeflotte durch die ÖBB an einen privaten Träger wurde von vielen politischen Seiten auf die wichtige Rolle der Bodenseeschifffahrt für das Identitätsverständnis Vorarlbergs hingewiesen. Der Verkauf konnte dadurch zwar letztlich nicht verhindert werden, aber die wiederholte Diskussion über die Fußachaffäre zeigt deren Bedeutung für das föderalistisch geprägte Land Vorarlberg auf.
Die Vorarlberg ist heute noch auf dem Bodensee im Einsatz.